# 蒙蒂桑 (杜省)
蒙蒂桑（法語：Montussaint，法語發音：[mɔ̃tysɛ̃]）是法国杜省的一个市镇，属于贝桑松区。

## 地理
蒙蒂桑（47°26'1"N, 6°17'32"E）面积3.04 平方千米，位于法国勃艮第-弗朗什-孔泰大區杜省，该省份为法国东部内陆省份，北起上索恩省，西接汝拉省，东部及东南部与瑞士接壤，东北部与贝尔福地区省接壤。
与蒙蒂桑接壤的市镇（或旧市镇、城区）包括：蒙塔涅-塞尔维涅、阿维莱、蒙东、皮埃桑、罗尼翁、塔朗、蒙博宗。

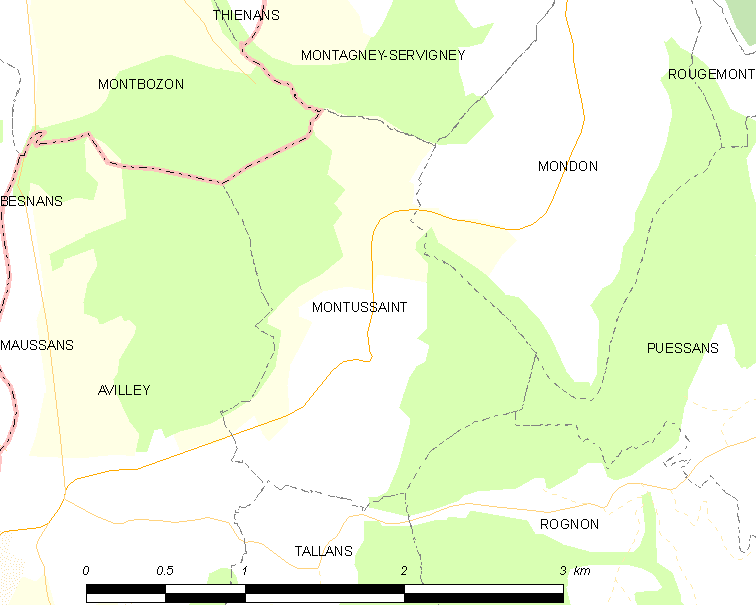
的OSM定位图

蒙蒂桑的时区为UTC+01:00、UTC+02:00（夏令时）。

## 行政
蒙蒂桑的邮政编码为25680，INSEE市镇编码为25408。

## 政治
蒙蒂桑所属的省级选区为博姆莱达姆县。

## 人口

1962-2008年间人口变化图示

蒙蒂桑于2022年1月1日时的人口数量为54人。